# Роберт I (князь Капуанський)
Роберт I (пом. 1120) — нормандський граф Аверський (1106—1120), князь Капуанський (1106—1120).
Молодший син князя Капуанського Жордана I та його дружини Гайтельгріми, дочки князя Салернського Гваймара IV. Спадкував престол після смерті свого бездітного брата Річарда II. Як його дід і батько намагався бути папським захисником. У 1111 послав 300 лицарів для визволення папи Пасхалія II та 16 кардиналів, ув'язнених імператором Священної Римської імперії Генріхом V, однак цей загін був повернутий назад графом Тускульським Птолемеєм I.
У 1114 він і граф Аріанський Жордан напали на папське володіння Беневенто архієпископ Ландульф II уклав з ними мирний договір. У 1117 Пасхалій II знайшов притулок у Капуї. Наступного року Річард прийняв Геласія II та супроводив його з військом до Риму.
Річард не визнавав сюзеренітету герцога Апулійського. По смерті престол спадкував його юний син Річард III.